# می‌داون
می‌داون (به انگلیسی: Maydown) یک روستا در بریتانیا است. می‌داون ۵۷۸ نفر جمعیت دارد.